# Blatnice (powiat Třebíč)
Blatnice – gmina w Czechach, w powiecie Třebíč, w kraju Wysoczyna. 1 stycznia 2014 liczyła 381 mieszkańców.